# Bungoma
Pour les articles homonymes, voir Bungoma (homonymie).
Bungoma est une ville de la province occidentale du Kenya ainsi que le chef-lieu du comté de Bungoma et du district de Bungoma South. Elle est située à 325 km au nord-ouest de Nairobi. Sa population s'élevait à 55 857 habitants au dernier recensement national de 2009.

## Toponymie
L'origine du nom de Bungoma a deux versions :
- le site était, jadis, habité par la tribu Kalenjin des Bangot ;
- c'était un lieu de rencontre d'où les anciens Luhya-Bukusu utilisaient des tambours appelés engoma pour convoquer les gens aux réunions.

## Histoire
L’histoire de la ville se rattache à celle des Luhya-Bukusu, qui ont derrière eux une longue tradition de résistance à la colonisation britannique. Ces derniers construisirent une ligne de chemin de fer entre Mombasa sur la côte kényane à Kampala, en Ouganda dans les années 1920. Bungoma fut créée en tant que dernier point d’approvisionnement avant l’entrée en Ouganda, et la ville crût jusqu’à devenir un chef-lieu de district. Au moment de l’indépendance du Kenya, en 1963, il ne s’agissait encore que d’un gros village avec quelques dizaines de boutiques et une petite trentaine de maisons de colons britanniques.

## Population
| 1969  | 1979   | 1989   | 1999   | 2009   |
| ----- | ------ | ------ | ------ | ------ |
| 4 401 | 25 161 | 26 805 | 44 196 | 55 857 |

La population de cette zone a énormément augmenté depuis les années 1960.

## Religion
Bungoma est le siège d'un évêché catholique créé le 27 avril 1987.

## Économie
On y trouve maintenant une grosse usine chargée de traiter la canne à sucre produite localement. À quelque distance au nord se trouvent des moulins de papeterie, sur les pentes du mont Elgon.